# Kołowicze (gmina)
Kołowicze (do 1929 Wilejka) – dawna gmina wiejska istniejąca w latach 1929–1945 w woj. wileńskim (obecnie na Białorusi). Siedzibą gminy była wieś Kołowicze (460 mieszk. w 1921 roku).
Gmina Kołowicze powstała 11 czerwca 1929 roku w powiecie wilejskim w woj. wileńskim, w związku z przemianowaniem gminy Wilejka na Kołowicze. Po wojnie obszar gminy Kołowicze wszedł w struktury administracyjne Związku Radzieckiego.

## Demografia
Według Powszechnego Spisu Ludności z 1921 roku gminę zamieszkiwało 7863 osoby, 326 było wyznania rzymskokatolickiego, 7525 prawosławnego, 1 ewangelickiego, 11 mojżeszowego. Jednocześnie 1372 mieszkańców zadeklarowało polską, 6426 białoruską, 29 rosyjską i 1 ukraińską przynależność narodową. Były tu 1392 budynki mieszkalne.